# Новая Линия Кэйо
Новая Линия Кэйо (яп. 京王新線 кэйо синсэн) это ветка длинной 3,6 километра принадлежащая Keio Corporation, которая связывает станцию Сасадзука на линии Кэйо со станцией Синдзюку, с возможностью сквозного движения поездов далее по линии Синдзюку принадлежащей Toei Subway.

## Описание
Линия была введена в эксплуатацию 30-го октября 1978 года. Сквозное сообщение между Новой линией Кэйо и линей Синдзюку было установлено началось 30-го марта 1980 года.
Пути линии в основном следуют маршруту основной линии Кэйо, вдоль Шоссе № 20 (Косюкайдо), но на большей глубине. За исключением небольшого участка непосредственно перед станцией Сасадзука, вся линия находится под землёй.
Новая Линия Кэйо использует те же платформы на станции Синдзюку, что и линия Синдзюку. На станции Хацудай платформа для поездов следующих на запад находится на втором подземном этаже, в то время как платформа для поездов следующих в восточном направлении на третьем подземном этаже. Обе платформы находятся в северной части станции. На станции Хатагая обе платформы находятся на втором подземном этаже.

## Станции
- Хотя 4 вида поездов участвуют в движении на участке Новой Линии Кэйо (local(местный), rapid(скорый), commuter rapid(будничный скорый), and express(экспресс)), на данном участке все поезда останавливаются на всех станциях.

| Станция                    | км  | Связи | Расположение |
| -------------------------- | --- | --- | ------------ |
| Синдзюку (Синсэн-Синдзюку) | 0.0 | Линия Тюо, Линия Одавара, Линия Маруноути, Линия Синдзюку, Линия Оэдо, Линия Яманотэ, Линия Сёнан-Синдзюку, Линия Сайкё | Синдзюку     |
| Хацудай                    | 1.7 | | Сибуя        |
| Хатагая                    | 2.7 | | Сибуя        |
| Сасадзука                  | 3.6 | Линия Кэйо | Сибуя        |

Старая платформа линии Кэйо на станции Хацудай всё ещё существует и используется для складирования строительных материалов.